# Amakusaichthys goshouraensis
Amakusaichthys goshouraensis — викопний вид променеперих риб вимерлого ряду Ichthyodectiformes, що існував у пізній крейді.

## Скам'янілості

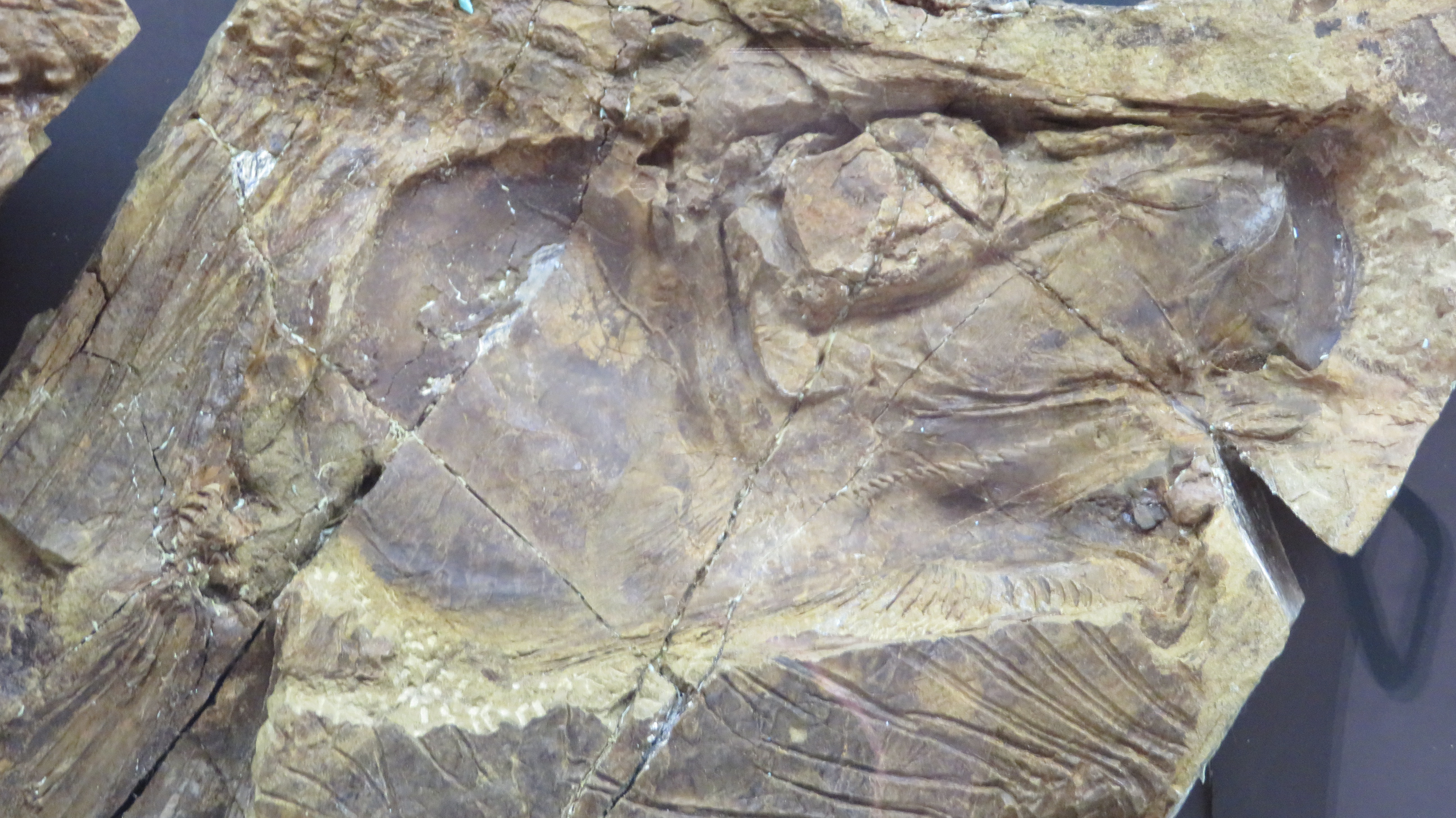
Голотип

Скам'янілий відбиток риби знайдено у 2019 році у відкладеннях формаціх Гіносіма у місті Гошоура в окрузі Амакуса в префектурі Кумамото на острові Кюсю. Відкладення відносяться до сантонського ярусу і датуються 86-84 млн років.

## Опис
Цей вид сильно відрізняється від інших іхтіодектитиформ тим, що має довгу морду і маленький рот з тонкими конічними зубами, що свідчить про те, що ця група мала більшу різноманітність, ніж вважалося. Тіло видовжене. Хвостовий плавець глибоко роздвоєний. Спинний плавець був витягнутим і закінчувався майже навпроти анального плавця.